# Crispo
Flavio Giulio Crispo (latino: Flavius Iulius Crispus; 302 circa – Pola, 326) è stato un generale romano: Cesare dell'Impero romano dal 317 fino alla sua morte, e membro della dinastia costantiniana come figlio maggiore dell'imperatore Costantino I.

## Biografia
Figlio di Costantino I e della sua prima moglie, Minervina, Crispo nacque nella parte orientale dell'impero, ma crebbe nella sede imperiale di Treviri, in Gallia, ed ebbe come pedagogo Lattanzio. Il 1º marzo 317, a Serdica, ricevette il titolo di Cesare insieme all'appena nato fratellastro Costantino, figlio del nuovo matrimonio del padre con Fausta, e insieme a Liciniano, figlio dell'augusto Licinio, collega del padre per l'Oriente.
Nel 318 Crispo tenne il suo primo consolato, e nel 320 gli fu affidato il comando militare in Gallia, affiancato da un prefetto: in quello stesso anno riportò le prime vittorie contro i Franchi e gli Alamanni. L'anno successivo, il 321, lo vide celebrare il matrimonio con una certa Elena, che gli diede un figlio, e il secondo consolato.
Crispo si dimostrò un buon comandante militare, sconfiggendo ancora una volta i Franchi e gli Alamanni nel 323, e riportando su Licinio una fondamentale vittoria navale nell'Ellesponto nel 324, anno del suo terzo consolato, che contribuì a fare di Costantino l'unico imperatore.

## Morte
Nel 326 fu fatto giustiziare dal padre a Pola, poco prima della condanna a morte di Fausta; sono ignote le ragioni delle due esecuzioni, anche se viene ampiamente accettata una relazione tra i due fatti. Alcuni storici antichi sostengono che Crispo e Fausta avessero una relazione, o che Fausta avesse accusato ingiustamente Crispo di averla molestata, e che poi Costantino l'avesse punita dopo aver scoperto l'inganno. La sorte della moglie e dei figli di Crispo è ignota. Crispo fu colpito da damnatio memoriae.

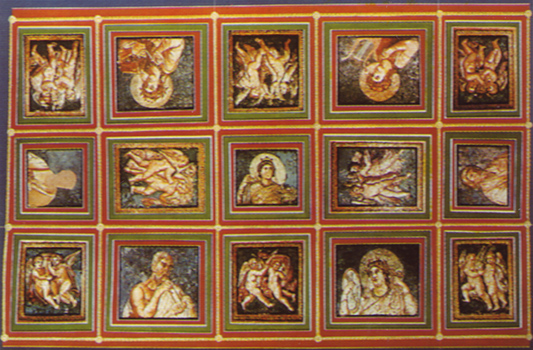
Affresco del soffitto del palazzo di Crispo a Treviri, raffigurante alcuni membri della famiglia di Costantino I: il volto di Crispo fu cancellato in antichità

Questa tragedia familiare ha lasciato anche una traccia archeologica: nel duomo di Treviri sono stati rinvenuti i frammenti di un soffitto a cassettoni i cui riquadri erano stati dipinti con la raffigurazione dei membri della famiglia imperiale, probabilmente eseguito in occasione delle nozze di Crispo nella parte del palazzo a lui destinato. Successivamente il volto del principe fu cancellato, forse volutamente. Poco dopo il palazzo e la sala vennero distrutti ed al suo posto, probabilmente per volontà di Elena, fu edificata una chiesa.
Secondo lo storico bizantino Zosimo, fu in seguito ai rimorsi per la morte del figlio innocente che Costantino si avvicinò ancor più al cristianesimo e finì con il farsi battezzare in punto di morte dal vescovo Eusebio di Nicomedia. Questa versione non viene però accettata dagli storici moderni. Sulla stessa linea ma con visione opposta invece l'imperatore Giuliano, nipote di Costantino, sosteneva che lo zio si fosse avvicinato al Cristianesimo perché terrorizzato dalle sue colpe e attratto dalla prospettiva di un perdono completo.
La vicenda del presunto incesto di Crispo e Fausta, che richiama il mito di Fedra e di Ippolito, ebbe un certo successo nella letteratura del XVII secolo, a partire dalla tragedia in lingua latina Crispus di Bernardino Stefonio, rappresentata al Collegio Romano nel 1597 e stampata nel 1601. Successivamente il compositore Johann David Heinichen di Dresda (1683-1729) lasciò un'opera musicale incompiuta dal titolo Flavio Crispo (1720). Lo stesso argomento è trattato nell'opera Fausta di Gaetano Donizetti.